# Familien Mitchell Mod Maskinerne
Familien Mitchell Mod Maskinerne (engelsk: The Mitchells vs. the Machines) er en animeret amerikansk film fra 2021 instrueret af Mike Rianda. Filmen er animeret af selskabet Sony Pictures Animation i samarbejde med Netflix.

## Danske stemmer[1]
| Stemmeskuespillere         | Karakter                     |
| Niclas Mortensen           | · Deborahbot 5000            |
| Caspar Phillipson          | · Eric                       |
| Sara Ekander Poulsen       | · Hailey Posey               |
| Sonny Lahey                | · Jim Posey                  |
| Helene Wolhardt Moe        | · Katie Mitchell             |
| Aya Ingrid Alber           | · Katie Mitchell (som baby)  |
| Aya Ingrid Alber           | · Katie Mitchell (som lille) |
| Karoline Munksnæs Hansen   | · Linda Mitchell             |
| Hadi Ka-Koush              | · Mark Bowman                |
| Julie Lund                 | · PAL                        |
| Caspar Phillipson          | · PAL MAX                    |
| Tom Jensen                 | · Rick Mitchell              |
| Mynte Bønnelycke Ziebell   | · Spot Posey                 |
| Sigurd Philip Dalgas       | · Aaron Mitchell             |
| Aya Ingrid Alber           | · Klassekammerat             |
| Jan Tellefsen              | · Øvrig Medvirkende          |
| Josephine S. Ellefsen      | · Øvrig Medvirkende          |
| Oliver Katzmann Hasselflug | · Øvrig Medvirkende          |
| Thomas Mørk                | · Øvrig Medvirkende          |
| Vibeke Dueholm             | · Øvrig Medvirkende          |

Oversætter: Mette Skovmark, Johan Bommelund Houby
Dubbing instruktør & Tekniker: Malte Milner Find
Optagetekniker: Niclas Mortensen
Blander: Simon Ellegaard
Produktionsleder: Anita Sohn Moseholm, Marie Lindberg Hansen
Studie: SDI Media